# ウルバーナ
ウルバーナ（伊: Urbana）は、イタリア共和国ヴェネト州パドヴァ県にある、人口約2,000人の基礎自治体（コムーネ）。

## 地理

### 位置・広がり

#### 隣接コムーネ
隣接するコムーネは以下の通り。括弧内のVRはヴェローナ県所属を示す。
- ベヴィラックア (VR)
- カザーレ・ディ・スコドージア
- メルラーラ
- モンタニャーナ
- テッラッツォ (VR)

### 気候分類・地震分類
ウルバーナにおけるイタリアの気候分類 (it) および度日は、zona E, 2421 GGである。
また、イタリアの地震リスク階級 (it) では、zona 3 (sismicità bassa) に分類される。